# 芦北町立大野小学校
芦北町立大野小学校（あしきたちょうりつ おおのしょうがっこう）は、熊本県葦北郡芦北町にある公立小学校。

## 沿革
- 1881年（明治14年） - 内野小学校から独立し大野小学校創立。
- 1889年（明治22年） - 大野尋常小学校となる。
- 1900年（明治33年） - 国見分教場設置。
- 1941年（昭和16年） - 大野国民学校と改称。
- 1947年（昭和22年） - 大野村立大野小学校と改称。
- 1955年（昭和30年） - 葦北町立大野小学校と改称。
- 1970年（昭和45年） - 芦北町立大野小学校と改称。
- 1972年（昭和47年） - 国見分校廃止。